# Élection présidentielle seychelloise de 2011
L'élection présidentielle seychelloises de 2011 a lieu du 19 au 21 mai 2011 afin d'élire le président de la république des Seychelles pour un mandat de cinq ans.
Le président sortant James Michel du Parti Lepep est réélu dés le premier tour pour un deuxième mandat avec 55,46 % des voix face à son principal adversaire Wavel Ramkalawan, le candidat du Parti national des Seychelles (SNP), qui récolte 41,43 %.

## Contexte
L'élection présidentielle de 2011 est le cinquième scrutin démocratique depuis que le pays est devenu une république indépendante et s'est séparé du Royaume-Uni en 1976. Les mêmes candidats que lors du scrutin de 2006 se présentent, en plus de Ralph Volcère, qui se présente sous l'étiquette du Nouveau Parti démocratique (NDP). Le président sortant, James Michel, est arrivé au pouvoir en 2004, succédant à l'ancien président France-Albert René, chef de l'État depuis 1977, après sa démission. James Michel remporte l'élection présidentielle de 2006 avec 53,7 % des voix,.
L'élection de 2011 représente la troisième tentative du candidat de l'opposition, Wavel Ramkalawan, pour accéder à la présidence. Ramkalawan est impliqué dans la politique seychelloise depuis 1991, année où France-Albert René rétabli la démocratie multipartite dans le pays, après 12 ans durant lesquels la Constitution n'autorise que les membres du Front progressiste du peuple seychellois (SPPF) à concourir aux élections. Ramkalawan, ancien prêtre, fond le Parti Seselwa en 1991, lequel est, en 1992, le premier parti à s'enregistrer en opposition au gouvernement SPPF,.
Ce scrutin est le premier depuis la crise économique de 2008. Précédemment l'économie seychelloise est caractérisée par un contrôle des prix et des échanges par l'étranger avec un rôle important d'entreprises para-étatiques. Entamant leur crédibilité en ne payant pas leur intérêt, le gouvernement perd toute crédibilité sur les marchés et doit engager des réformes économiques d'austérités. Ces circonstances économiques poussent le gouvernement formé par le Parti Lepep à aller vers un plus grand libéralisme économique,.

## Système électoral

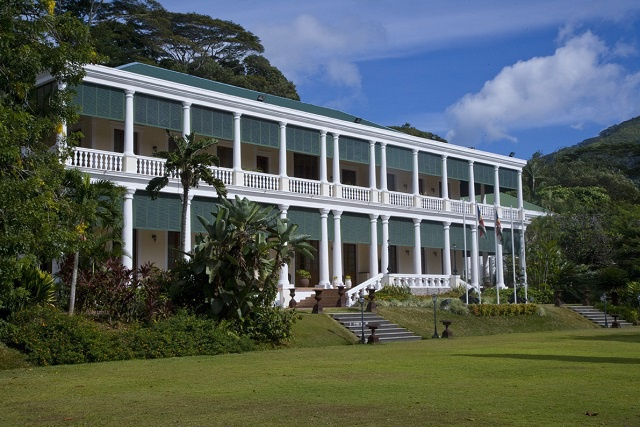
State House, la résidence officielle du président seychellois.

Le président de la République est élu au scrutin uninominal majoritaire à deux tours pour un mandat de cinq ans. Si aucun candidat ne remporte la majorité absolue au premier tour, un second est organisé entre les deux candidats arrivés en tête, et le candidat réunissant le plus de suffrages est déclaré élu. Chaque candidat à la présidence se présente avec un colistier, candidat à la vice-présidence,.

## Candidatures
Quatre candidats se présentent à l'élection présidentielle :
- James Michel, chef du Parti Lepep est le président de la République depuis 2004. Il se présente avec le vice-président sortant, Danny Faure, comme colistier. Michel est auparavant membre du comité exécutif du Parti populaire uni seychellois de 1974 à 1977, membre du comité exécutif central du Front progressiste du peuple seychellois (SPPF), puis secrétaire général adjoint, et enfin secrétaire général du SPPF. Sous sa présidence il supervise une croissance économique significative fondée sur le tourisme et l'industrialisation de la pêche, et est un partisan de la gouvernance démocratique et de l'économie de marché libre[9].
- Philippe Boullé (en) se présente comme candidat indépendant pour la troisième fois consécutive, avec Henry Naiken comme colistier. Boullé est formé au Seychelles College, puis étudie l’économie à l'université du Natal en Afrique du Sud avant de revenir aux Seychelles pour y étudier le droit. Il a obtenu une licende de droit de l'université de Londres et exerce depuis comme avocat[10].
- Wavel Ramkalawan, actuel chef de l'opposition, est arrivé deuxième avec 45 % des voix lors de la dernière élection présidentielle en 2006, soit une augmentation significative par rapport aux deux précédentes élections présidentielles auxquelles il s'est présenté en tant que candidat du Parti national des Seychelles (SNP). Son colistier est Nicholas Prea, député à l'Assemblée nationale, représentant le district de Bel Ombre depuis plus d'une décennie[5].
- Ralph Volcère se présente pour la première fois en tant que représentant du Nouveau Parti Démocratique (NDP), avec pour colistier Georges Bibi, ancien député. Bibi représente auparavant le Parti démocratique seychellois, qui s’est par la suite renommé Nouveau Parti démocratique[11].

## Campagne
Les partis d'opposition n'organisent aucun rassemblement officiel de campagne pour l'élection, déclarant manquer de ressources pour le faire et craignant pour la sécurité de leurs partisans. Ils affirment également que le Parti Lepep tente d'intimider et de corrompre leurs sympathisants. La campagne des partis d'opposition s'est donc principalement déroulée par du porte-à-porte, des diffusions politiques assurées par le diffuseur public, dans la presse écrite privée ainsi que par des panneaux d'affichage. Aucun candidat ne signale toutefois d'obstacles à ses activités,.
Dans son manifeste, James Michel déclare vouloir « assurer une croissance continue pour que tous les Seychellois puissent prospérer. ». Philippe Boullé estime que la population avoir davantage de contrôle sur l'économie. Wavel Ramkalawan plaide pour un traitement économique préférentiel en faveur des Seychellois natifs, tandis que Ralph Volcère affirme que le NDP chercher à « améliorer la capacité des employés et des entreprises à être compétitifs et à maintenir une économie stable avec une faible inflation. ».

## Observateurs
L'élection présidentielle est observées par des missions indépendantes provenant de la Communauté de développement d'Afrique australe (SADC), de l'Organisation internationale de la francophonie et du Secrétariat du Commonwealth. Des groupes locaux indépendants d'ONG demandent également une accréditation en tant qu'observateurs, mettant en avant leur connaissance de la langue créole, des districts et des préoccupations passées liées aux scrutins. Toutefois, le commissaire électoral refuse le statut d’observateur à tous les candidats locaux.
L'Institut électoral pour la démocratie durable en Afrique (en) (EISA), dans son rapport d'évaluation technique, souligne certaines préoccupations. Bien qu'impressionné par le déroulement pacifique et efficace de l'élection présidentielle, l'institut émet des recommandations pour remédier à un manque de transparence, au parti pris institutionnel et médiatique en faveur du parti au pouvoir, aux tensions entre le parti au pouvoir et l'opposition, ainsi qu'à la disparité de genre qui limite la capacité des femmes à accéder à des postes clés dans la prise de décision gouvernementale.

## Résultats
| Candidats colistier      | Candidats colistier               | Partis                   | Premier tour | Premier tour |
| Candidats colistier      | Candidats colistier               | Partis                   | Voix         | %            |
| ------------------------ | --------------------------------- | ------------------------ | ------------ | ------------ |
|                          | James Michel Danny Faure          | Lepep                    | 31 966       | 55,46        |
|                          | Wavel Ramkalawan Nicholas Prea    | SNP                      | 23 878       | 41,43        |
|                          | Philippe Boullé (en) Henry Naiken | Ind.                     | 956          | 1,66         |
|                          | Ralph Volcère Georges Bibi        | NDP                      | 833          | 1,45         |
|                          |                                   |                          |              |              |
| Votes valides            | Votes valides                     | Votes valides            | 57 633       | 97,28        |
| Votes blancs et nuls     | Votes blancs et nuls              | Votes blancs et nuls     | 1 609        | 2,72         |
| Total                    | Total                             | Total                    | 59 242       | 100          |
| Abstention               | Abstention                        | Abstention               | 10 238       | 14,74        |
| Inscrits / participation | Inscrits / participation          | Inscrits / participation | 69 480       | 85,26        |

## Analyse et conséquences

Carte des résultats de l'élection.

Le président sortant James Michel, du Parti Lepep, remporte l'élection avec 55,46 % des voix dés le premier tour et est élu pour un deuxième mandat de cinq ans. Son principal adversaire, Wavel Ramkalawan, du SNP obtient 41,43 % soit en baisse par rapport à son score du scrutin de 2006.
La population se montre relativement satisfaite de la tenue du scrutin, comme en témoigne l'absence de violences lors des célébrations à la proclamation des résultats, qui ont eu lieu dans les rues à travers les îles de l'archipel. Cependant, les chefs de l'opposition expriment un rejet fort et unanime des résultats, estimant que l'élection est injustement biaisée en faveur du parti au pouvoir. Lorsque les résultats sont annoncés le 22 mai, les trois candidats de l'opposition refusent d'y assister en signe de protestation. C'est la première fois dans l'histoire électorale du pays qu'une telle forme de protestation se produit, ce qui est perçu comme une déclaration politique marquante.